# Конституционный референдум в ЦАР (2015)
Конституционный референдум в Центральноафриканской Республике прошёл 13 декабря 2015 года. Первоначально референдум был назначен на 5 октября 2015 года. Всеобщие выборы в ЦАР прошли 30 декабря 2015 года. Около 2 млн избирателей было зарегистрировано. Всего было открыто 5600 избирательных участков, многие из которых располагались в отдалённых районах страны.

## Конституционные изменения
Новая Конституция была одобрена подавляющим большинством переходного совета 30 августа 2015 года. Она предполагает создание Сената и Национального избирательного органа. Кроме этого, решения президента и премьер-министра должны быть одобрены министрами. Правительство обязано информировать Национальное собрание о подписанных контрактах, связанных с минеральными ресурсами страны
.

## Результаты
По предварительным результатам новая Конституция была одобрена 90 % избирателей.
| Выбор                               | Голоса    | %   |
| ----------------------------------- | --------- | --- |
| За                                  |           | 93  |
| Против                              |           | 7   |
| Недействительных/пустых бюллетеней  |           | –   |
| Всего                               | 741 056   | 100 |
| Зарегистрированных избирателей/Явка | 1 954 433 | 38  |
| Источник: AllAfrica                 |           |     |